# Sunday Morning Einsteins
Sunday Morning Einsteins är ett svenskt råpunkband bildat under 1990-talets senare hälft. Bandet har haft ett antal mer eller mindre kända medlemmar, bland annat Dadde från Asta Kask, Imperial Leather, To What End? m.m. på bas, Peter från Svart Snö på gitarr och Jens från Martyrdöd för att nämna några.

## Medlemmar i dagsläget
- Rulle - sång
- Anton - Trummor
- Peter - Gitarr
- Andreas - bas
- Jens - gitarr

## Diskografi

### EP
- 2002 - Det är synd om dom rika
- 2004 - SME
- 2004 - We walk the line (tillsammans med bandet Martyrdöd)

### LP
- 2002 - Swedish hardcore must die
- 2004 - Kängnäve
- 2006 - Sanningen om Sunday Morning Einsteins